# Hülfensberg
Der Hülfensberg ist ein 448 m hoher Berg in der Gemeinde Geismar im Landkreis Eichsfeld in Thüringen. Er befindet sich südwestlich von Geismar nahe der ehemaligen innerdeutschen Grenze und gehörte zu DDR-Zeiten zur Sperrzone.
Seit dem Spätmittelalter dient der Berg, auch „Heiliger Berg des Eichsfeldes“ genannt, als Wallfahrtsort. Auf seinem Gipfelplateau befinden sich unter anderem eine Kirche, ein Franziskanerkloster und ein weithin sichtbares Kreuz. Der heutige Name der ursprünglich Stuffenberg genannten Erhebung ist abgeleitet vom Hülfenskreuz (Sankt Gehilfe, Sante Hulpe), einem als zentrale Wallfahrtsfigur dienenden Kruzifix in der Kirche.

## Geografie
Der aus triassischen Gesteinen bestehende Berg liegt im südlichen Eichsfeld und ist fast vollständig bewaldet. Die an den Waldbestand angrenzenden Flächen am Bergfuß werden landwirtschaftlich genutzt. In der Umgebung befinden sich weitere bewaldete Anhöhen und Bergrücken, als flach-kegeliger Zeugenberg hebt sich der Hülfensberg jedoch deutlich von ihnen ab.
Naturräumlich zählt das Gebiet des Hülfensbergs zur Einheit des Osthessischen Berglands und darin zum Unteren Werrabergland. Er liegt im großräumigen Naturpark Eichsfeld-Hainich-Werratal und steht als 23 Hektar großes Landschaftsschutzgebiet Hülfensberg unter Naturschutz.
Nächstgelegene Ortschaften sind die zu Geismar gehörenden Dörfer Bebendorf und Döringsdorf südlich des Berges. Zwischen den beiden Orten beginnt auch die einzige Zufahrtsstraße zum Gipfel und zu einem Waldparkplatz für Pkw und Busse, von dem aus der Gipfelbereich nach etwa halbstündigem Fußweg erreicht werden kann. Auf der Nordseite des Berges führt von Geismar ausgehend der traditionelle Kreuzweg auf den Berg, der in der Feldflur am Unterhang als etwa 700 m lange und schnurgerade Allee angelegt ist. Weitere Wallfahrtswege sind der in Großtöpfer westlich des Berges beginnende „Prozessionsweg“, der während der DDR-Zeit durch die innerdeutsche Grenze unterbrochen war, und der südliche „Totenweg“ von Bebendorf aus.

## Geschichte
Vermutlich befand sich auf dem Berg eine vorchristliche germanische Kultstätte. Ob Bonifatius in der Nähe von Geismar auf dem Hülfensberg die Donareiche gefällt haben soll, ist nicht belegt, gemeint ist damit wohl das bei Fritzlar gelegene Geismar. 1867 wurden bei Erdarbeiten auf dem Berg auch vorgeschichtliche Begräbnisstellen und Urnen mit Asche gefunden. Leider wurden diese Funde nicht archäologisch gesichert. Im Zusammenhang mit diesen Grabfunden soll vermutlich auf dem Berg eine Wallanlage oder Wallburg existiert haben. Reste eines Wallgrabens sollen noch auf der Nordseite vorhanden sein. Eine Burg auf dem Bergplateau mit seinen nach allen Seiten steil abfallenden Hängen böte gute strategische Vorteile.
Wurde im Mittelalter der Berg noch Stuffenberg genannt, so im Jahr 1352 als Stoffenberg, so verschwand mit dem Erwerb des Hülfensberges durch das Kloster Anrode der heidnische Name nach und nach und wird dann Mons Sancti Salvatoris (1362) oder Sente Gehulffin Berge (1381) in Urkunden genannt. Daraus wurde schließlich der Gehülfensberg und ab dem 19. Jahrhundert der Hülfensberg.
Die älteste Urkunde mit Nachrichten über den Hülfensberg ist eine Papsturkunde aus dem Jahre 1351, in der die Pfarrstelle St. Salvator auf dem Stuffenberg genannt ist. Eine weitere Urkunde ist auf den 30. Mai 1352 datiert. Zu dieser Zeit gehörte der Hülfensberg zum Martinsstift in Heiligenstadt, das 1357 das Patronat über die Wallfahrtskirche dem Zisterzienserinnenkloster Anrode überließ. Von Anrode aus wurde die Wallfahrt zum Hülfenskreuz organisiert. 1381 überließen die Brüder Eckehard, Heinrich, Hardegen und Apel von Proyse, Burgmänner zu Treffurt und Stein dem Kloster Anrode das Dorf Bebendorf mit dem Hülfensberg und allem Zubehör und Rechten.
Im Jahr 1583 wurde der Hülfensberg kurmainzisch und blieb – wie das gesamte Eichsfeld – auch während der Reformationszeit römisch-katholisch. Die Erlöserkirche wurde im Laufe der Jahrhunderte mehrfach erweitert und verändert, insbesondere erfuhr sie im 17. Jahrhundert eine behutsame Barockisierung.
1810 wurde im Zuge der Säkularisation das Kloster Anrode von König Jérôme Bonaparte aufgehoben und mit all seinen Besitzungen an Franz Just von Wedemeyer verkauft. Damit wurde der Hülfensberg Privatbesitz. Elf Jahre später schenkte Wedemeyer das Plateau des Hülfenberges mit seiner Gnadenkirche der bischöflichen Behörde.

### Franziskanerkloster
Die Franziskaner-Niederlassung auf dem Berg wurde 1860 von der Sächsischen Franziskanerprovinz („Saxonia“) gegründet. Die vier heute auf dem Hülfensberg lebenden Franziskaner gehören zur Deutschen Franziskanerprovinz von der heiligen Elisabeth mit Sitz in München.
Bereits in den 1740er-Jahren hatte Landgraf Christian von Hessen-Rotenburg versucht, Franziskaner auf dem Hülfensberg anzusiedeln. Dies scheiterte an der Weigerung der Zisterzienserinnen von Anrode, unter deren Kirchenpatronat der Hülfensberg damals stand. Das Kloster wurde 1810 säkularisiert, Kirche und Kloster gelangten 1821 in den Besitz des Bistums Paderborn. Der Geismarer Pfarrer Michael König und Kommissionsassesor Konrad Zehrt waren bestrebt, die Franziskaner zu einer Niederlassung auf dem Hülfensberg zu bewegen, und setzten zwischen 1838 und 1848 Kirche und Klostergebäude instand. Die Saxonia war wegen Personalmangels zunächst nicht bereit zur Klostergründung, doch auf Betreiben des Paderborner Bischofs Konrad Martin entsandte die Provinz 1860 zwei Patres und zwei Laienbrüder dorthin. Sie übernahmen die Restbauten der früheren Niederlassung der Zisterzienserinnen; 1868 konnte die umgebaute Kirche neu konsekriert werden, und Ende der 1860er-Jahre legten die Franziskaner hinter dem Kloster einen Gemüsegarten an. Die Wallfahrt erlebte einen Aufschwung. Wegen des preußischen Kulturkampfs mussten die Franziskaner 1875 den Hülfensberg verlassen und kehrten erst 1887 zurück. Neben der Betreuung der Wallfahrt leisteten sie in den benachbarten Pfarrgemeinden seelsorgerliche Aushilfe, ab 1941 war dem Kloster auch die Pfarrvikarie Bebendorf und Döringsdorf zugeordnet, deren Pfarrkirche die Klosterkirche wurde.
Das Kloster wurde gleichzeitig mit dem Kirchenumbau 1890/1891 nach Plänen von Bruder Paschalis Gratze vergrößert und mit der Kirche dem Bischöflichen Stuhl in Paderborn überschrieben. Das alte „Nonnenhaus“ erhielt einen überdachten Gang zum Kloster, das jetzt aus dem Konventsgebäude besteht, einem Pilgersaal, einer eigenen Beichthalle, einem ehemaligen Priesterhaus und dem angrenzenden Klostergarten. 1941 verwarnte die Gestapo Pater Capistran Bavendiek, weil er in schulischen Räumen Religionsunterricht erteilte, und wegen einiger Predigten, die als „Hetze gegen die Partei“ verstanden wurden. 1944 sollten die Franziskaner auf einem Deckengemälde in der Wallfahrtskirche, wo der heilige Wendelin als Handwerker mit Hammer und Sichel dargestellt war, den Hammer wegen „Bolschewismusverdachts“ entfernen. Gegen Ende des Zweiten Weltkriegs wurden Teile des Stadtarchivs von Mühlhausen in einer Zelle des Klosters untergebracht.
1950 wurde das Kloster teilweise so umgebaut, dass Einkehrtage und Exerzitien angeboten werden konnten, 1990 wurden Kloster und Gästehaus renoviert. Heute bietet es Besuchern die Möglichkeit, im „Kloster zum Mitleben“ Abstand und Ruhe zu gewinnen.
Im Jahre 2001 erhielt die Kirche eine neue Orgel aus der Werkstatt der Orgelbau Waltershausen GmbH mit drei Manualen, Pedal, 36 Registern und elektrischen Trakturen.

### Dr.-Konrad-Martin-Kreuz

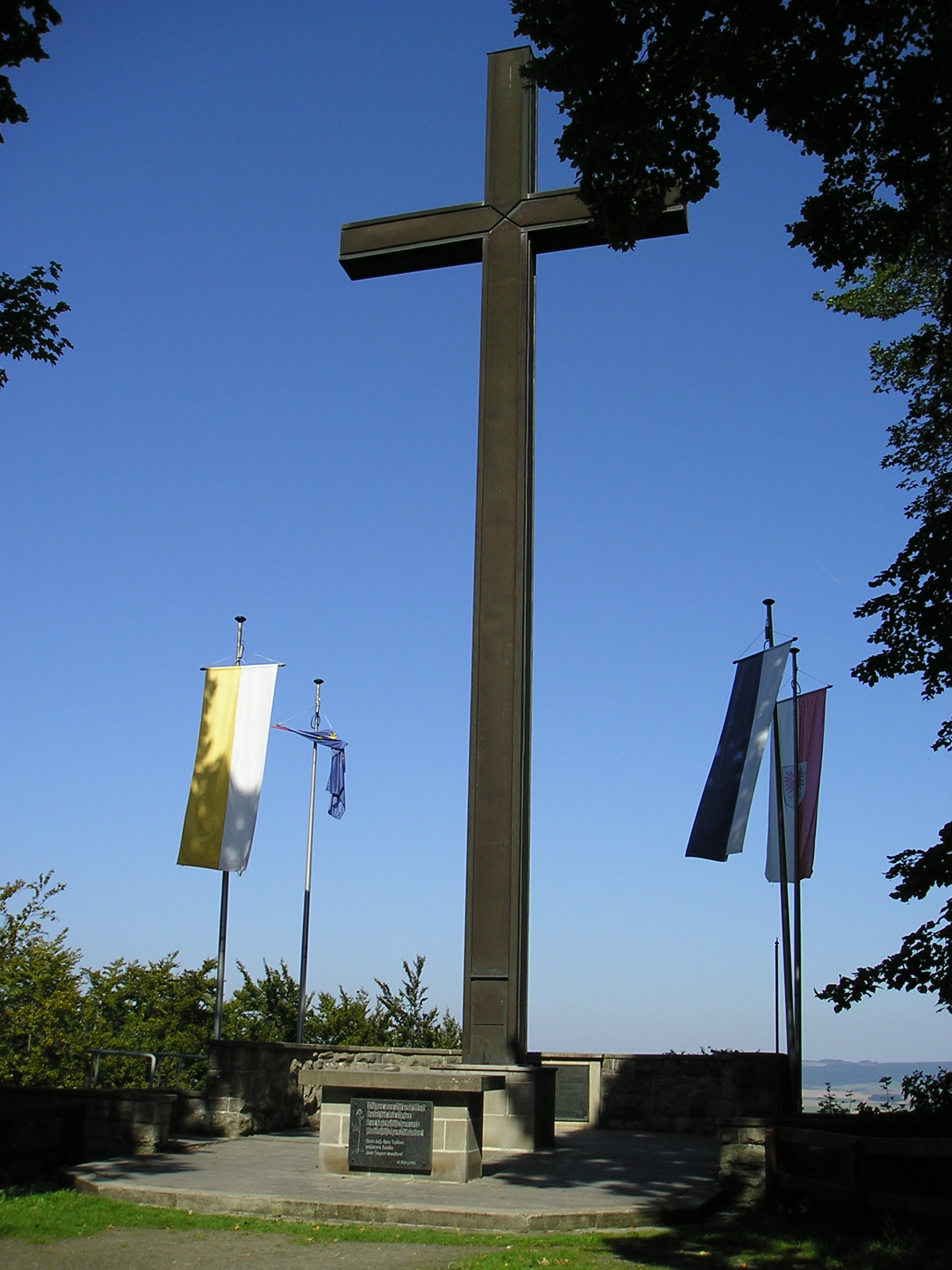
Dr.-Konrad-Martin-Kreuz mit Aussichtsplatz

Konrad Martin war 1856 bis 1875 Bischof von Paderborn; er wurde im nahen Geismar geboren. Ihm zu Ehren wurde am 7. August 1933 das „Bekennerkreuz“ auf der Nordseite des Hülfensbergs eingeweiht.
1990 wurde das 18,60 Meter hohe Stahlkreuz zwecks Restaurierung abgebaut und im Mai 1991 wieder aufgestellt. Es ist zeitweise beleuchtet und dann aus mehreren Kilometern Entfernung sichtbar.
Der Platz am Kreuz ist als Aussichtspunkt mit weitem Blick ins Eichsfeld gestaltet. Im Rahmen der Deutschen Wiedervereinigung wurde im März 1990 eine Gedenktafel am Kreuz eingeweiht, die an die „Opfer der faschistischen und stalinistischen Diktatur“ erinnert.

### Wallfahrten
Wallfahrten auf den Hülfensberg sind seit dem Spätmittelalter bekannt und erlebten mit der Ankunft der Franziskaner auf dem Hülfensberg 1860 einen Aufschwung. Sie finden mehrmals im Jahr zu kirchlichen Festen statt.
Durch die Lage nahe der deutsch-deutschen Grenze – die Entfernung zwischen Gipfel und Grenzverlauf im Westen betrug weniger als ein Kilometer – lag der Hülfensberg bis 1989 im DDR-Sperrgebiet. Die vom DDR-Regime lediglich geduldeten christlichen Wallfahrten konnten in dieser Zeit nur eingeschränkt stattfinden. Sie waren nur für Besitzer eines Passierscheins und für Bewohner der umliegenden Orte möglich.
Die wichtigsten traditionellen Wallfahrtstermine sind:
- Bittwallfahrt am Sonntag vor Christi Himmelfahrt
- Hauptwallfahrt am Sonntag nach Pfingsten, früher „Hülfenstage“ von Donnerstag nach Pfingsten bis zum Montag nach dem Dreifaltigkeitssonntag
- Johanneswallfahrt am Sonntag um das Fest Johannes des Täufers (24. Juni)
- Michaelswallfahrt am letzten Sonntag im September, um das Fest des Erzengels Michael (29. September)

1874, am Vorabend des Kulturkampfes in Preußen, kamen 30.000 Menschen auf dem Hülfensberg zusammen, um mit Bischof Konrad Martin Gottesdienst zu feiern, bevor dieser wegen Verletzung der Maigesetze verhaftet wurde. 1915 wurden 20.000 Pilger bei den „Hülfenstagen“ gezählt. Durch den Zweiten Weltkrieg wurden die Wallfahrten unterbrochen, setzten aber 1945 wieder ein. 1949 kamen 40.000 Wallfahrer, darunter allein 10.000 bei einer Jugendwallfahrt am 29. Juni 1949 mit Weihbischof Adolf Bolte aus Fulda. Die Zahlen nahmen wegen der Beteiligung von Heimatvertriebenen aus Schlesien, dem Sudetenland und dem Ermland zunächst weiter zu, bis die DDR 1952 eine Fünf-Kilometer-Sperrzone einrichtete, in der der Hülfensberg lag. 1955 kamen etwa 15.000 Menschen, mitgerechnet aber auch touristisch interessierte Kurgäste. In Gesprächen mit dem Bezirk Erfurt erreichten die Franziskaner, dass geschlossene Pilgergruppen Passierscheine erhalten konnten, so dass die Zahl der Besucher 1958 auf 20.000 bis 25.000 stieg. Als der Hülfensberg 1962 in einen 500-Meter-Schutzstreifen einbezogen wurde, wurden die Zugangsregelungen wieder sehr restriktiv gehandhabt. Seit der Wende ist der Hülfensberg uneingeschränkt zugänglich. 1995 zählte man 60.000 Besucher als Wallfahrer, Wanderer und Gottesdienstbesucher.

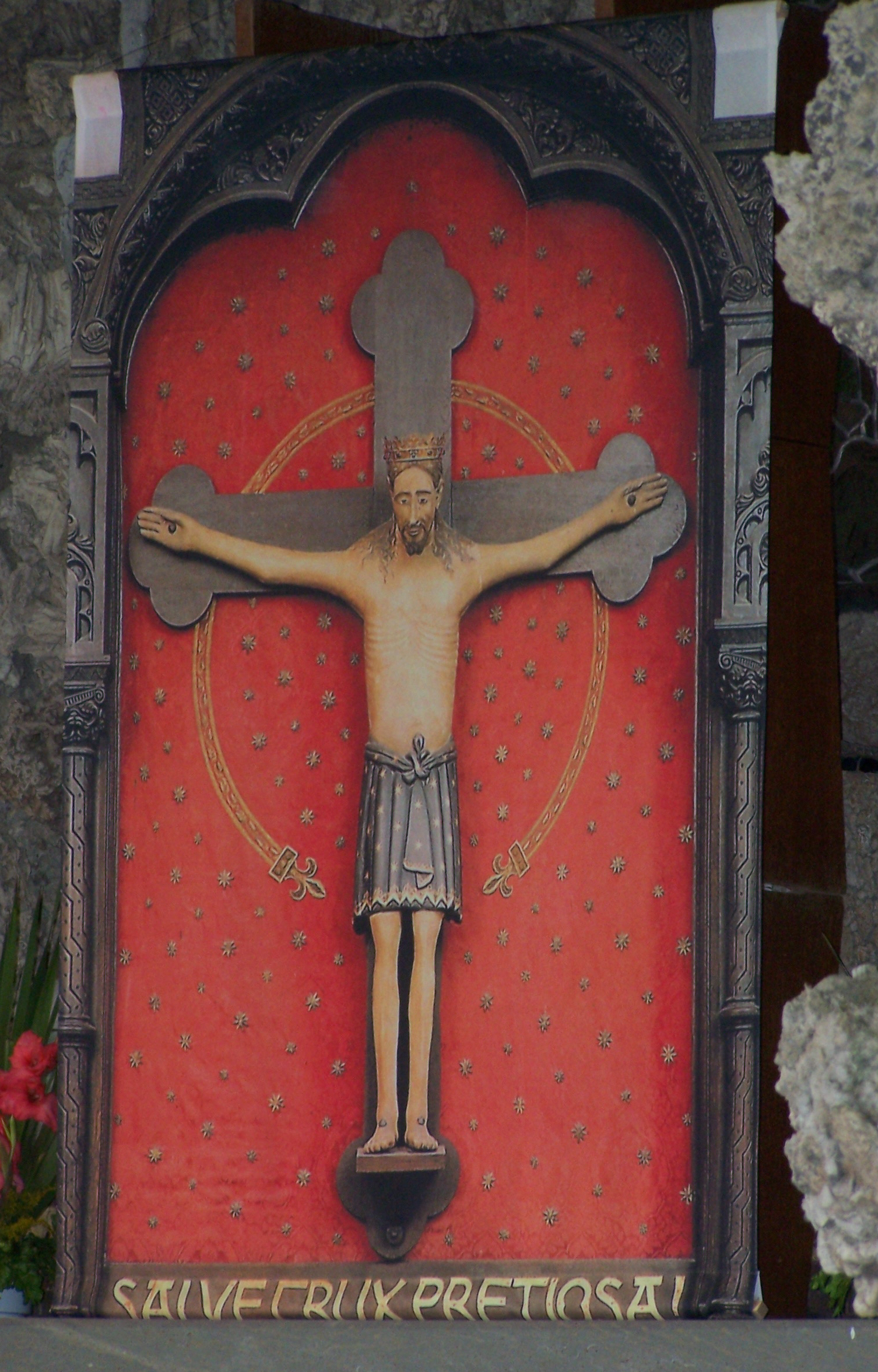
Zentrale Wallfahrtsfigur: das Hülfenskreuz aus dem 12. Jahrhundert am Gnadenaltar in der Kirche
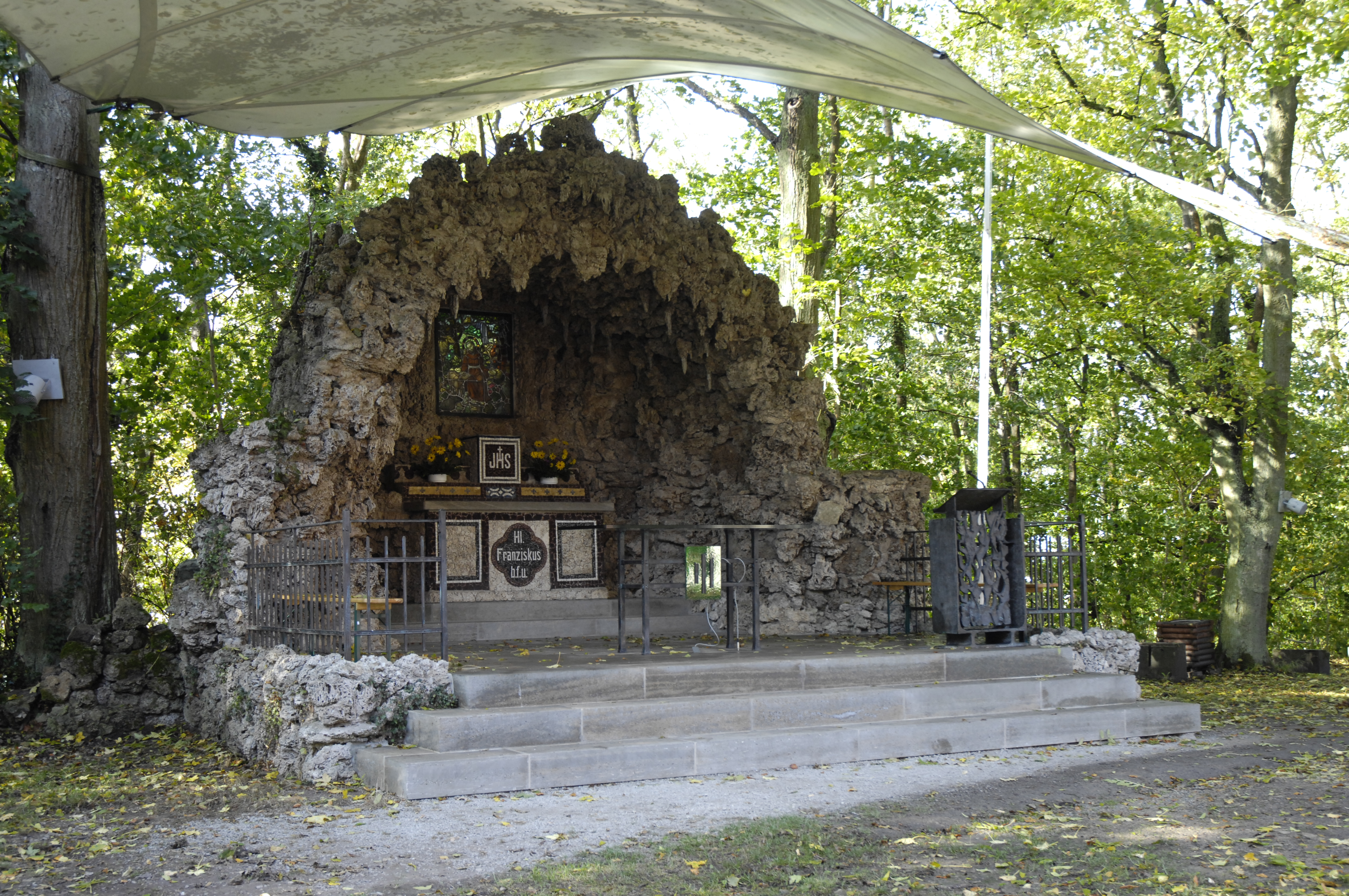
Nachgebildete „Franziskusgrotte“, Zeltdach für Gottesdienste im Freien
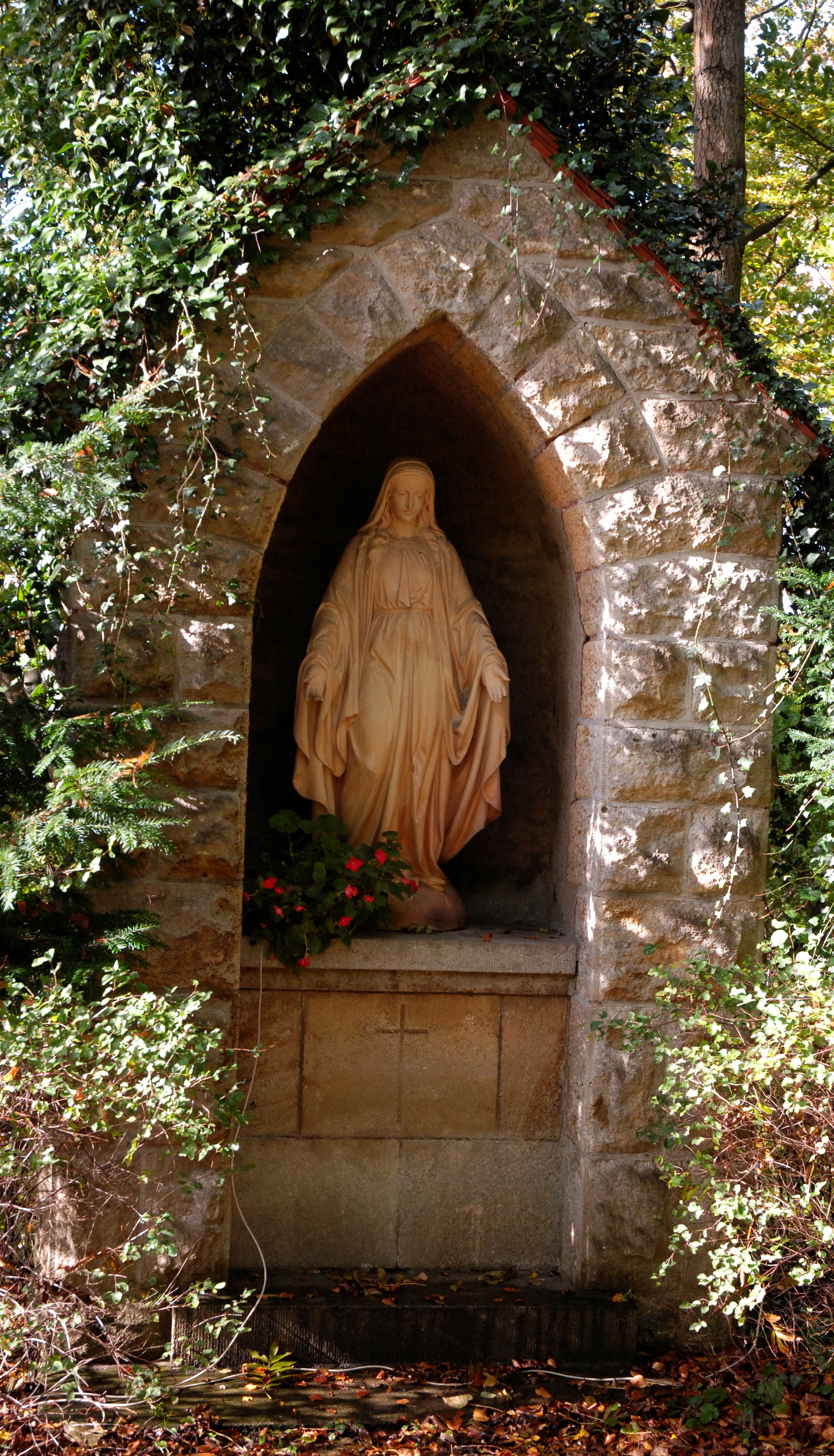
Marienstatue auf dem Hülfensberg

## Kloster- und Wallfahrtskirche St. Salvator

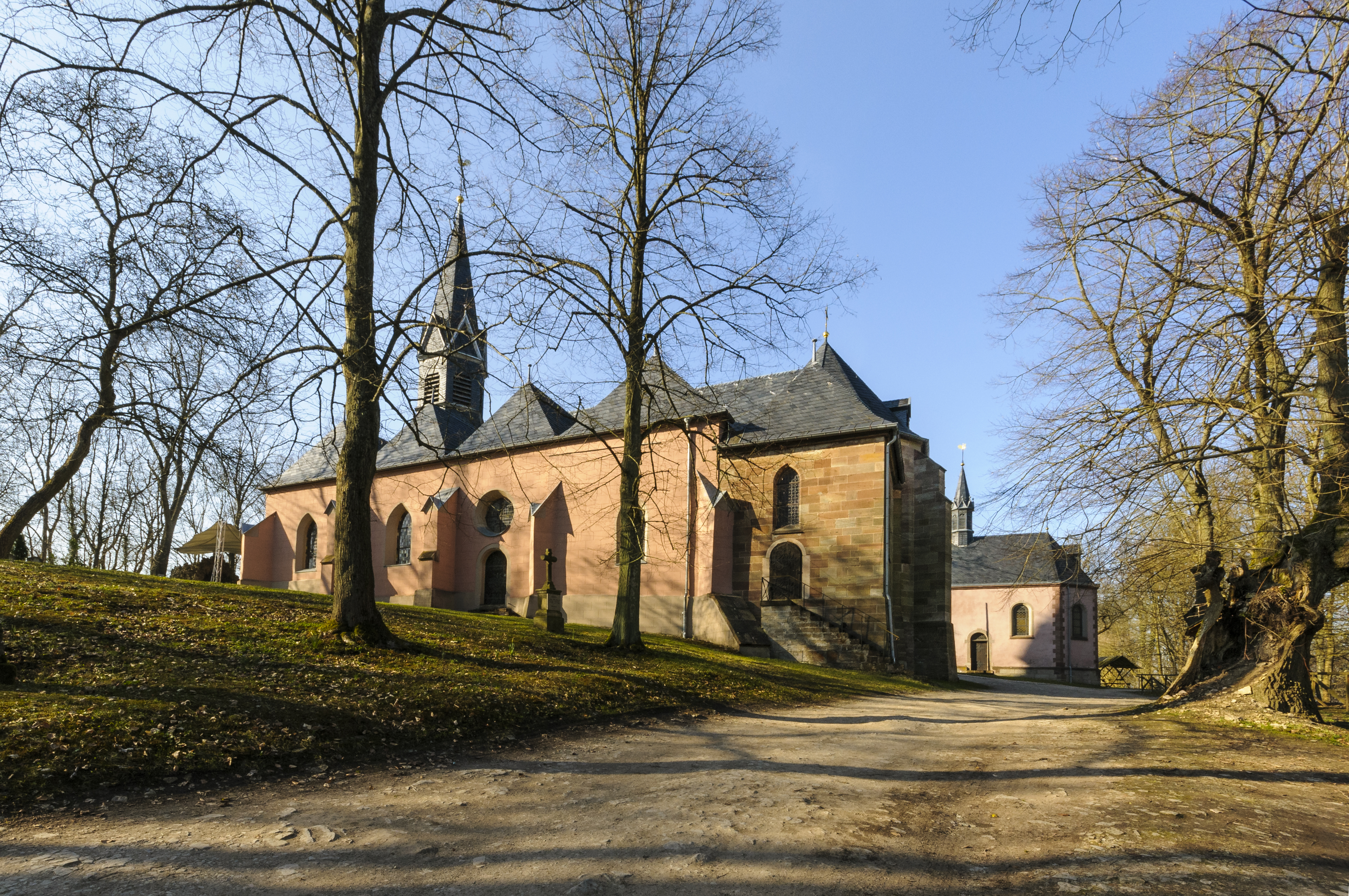
Römisch-katholische Kloster- und Wallfahrtskirche St. Salvator

## Bonifatiuskapelle

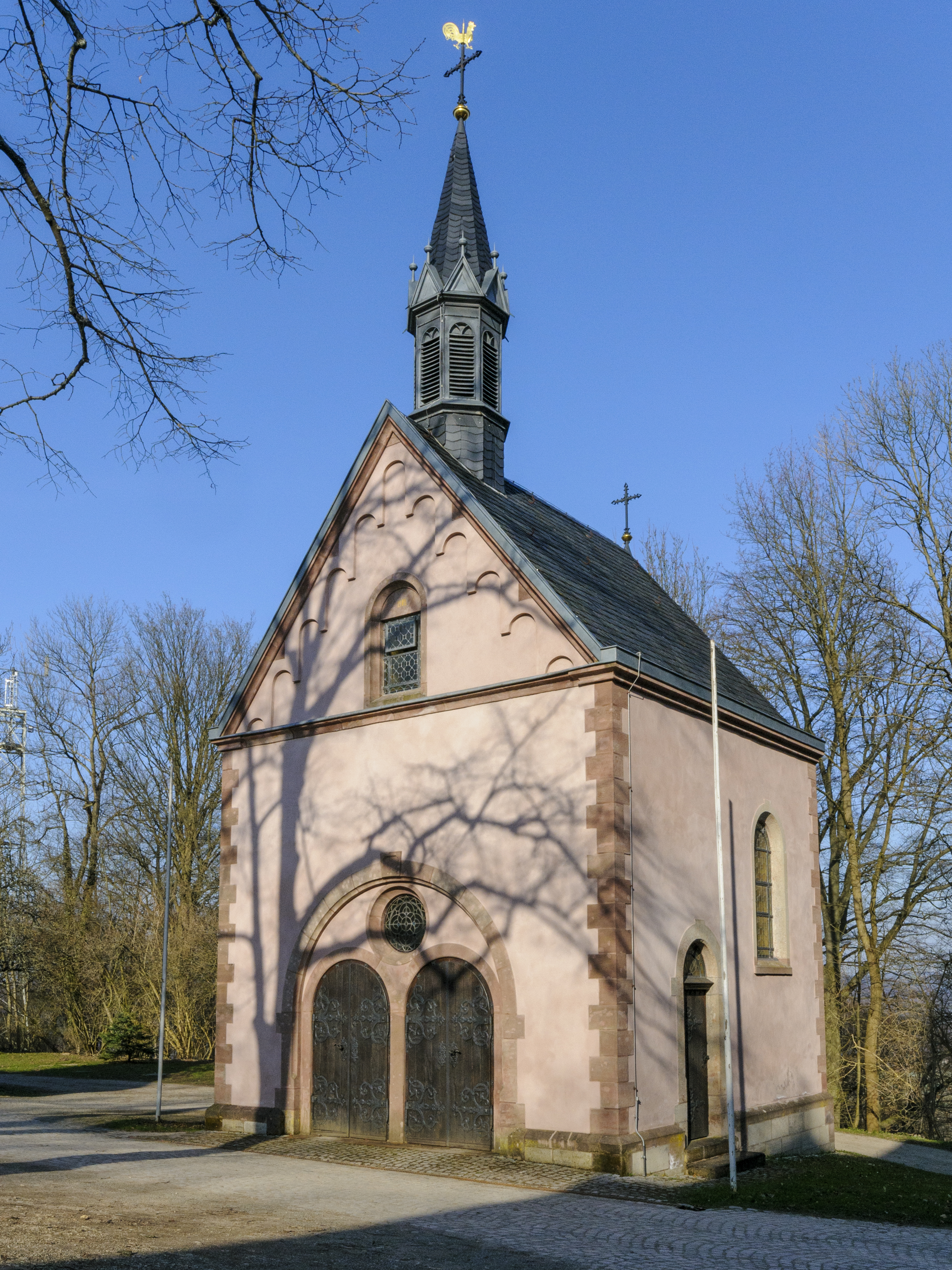
Bonifatiuskapelle

## Kreuzweg

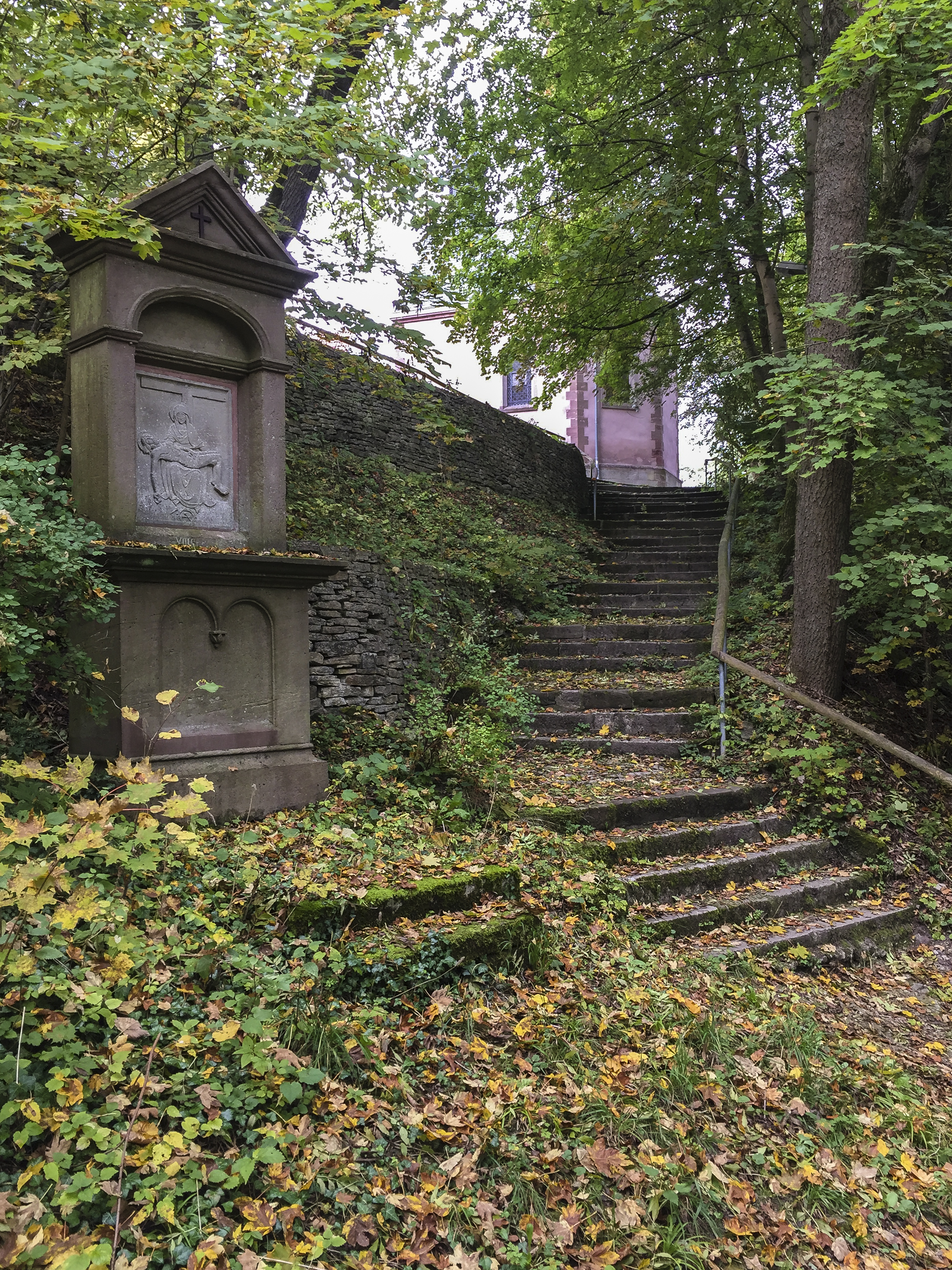
Kreuzwegstation zur Erlöserkirche St. Salvator auf dem Hülfensberg

Von Geismar führt ein Kreuzweg über 200 Höhenmeter hinauf bis auf den Hülfensberg, den die Franziskaner 1895 anlegten. Die Stationen bestehen aus Sandstein mit Reliefdarstellungen. Da ausgewanderte Eichsfelder wegen der innerdeutschen Grenze nicht mehr den alten Kreuzweg auf den Berg gehen konnten, wurde von ihnen 1982 auf hessischer Seite ein Kreuzweg mit einfachen Holzkreuzen an der Straße von Wanfried hinauf zum Eichsfelder Kreuz an der Grenze bei Döringsdorf errichtet.

## Bonifatiuslegenden
Nach alter Überlieferung des Eichsfeldes hat auf dem Berg eine Donareiche als germanisches Naturheiligtum gestanden, die der Missionar Bonifatius im Rahmen der Christianisierung im 8. Jahrhundert gefällt haben soll. Anlass für diese Annahme ist vor allem der Name des Ortes Geismar direkt nördlich des Hülfensbergs. In den Bonifatius-Geschichten wird berichtet, dass die anschließend zum Bau einer Kapelle in Fritzlar verwendete Donareiche bei Geismar stand. Als wahrscheinlicher gilt heute jedoch, dass die von Bonifatius gefällte Eiche beim zu Fritzlar gehörenden gleichnamigen Dorf Geismar in Nordhessen gestanden hat, was auch zur Nähe des Bonifatius-Stützpunktes Büraburg passt. Abgesehen davon lässt sich annehmen, dass bei der Christianisierung nicht nur ein Baum, sondern mehrere „heilige Bäume“ an unterschiedlichen Orten gefällt wurden. Eine entsprechende Eiche kann demnach auch auf der markanten Erhebung des Hülfensbergs gestanden haben.
Einer weiteren Legende nach soll Bonifatius vom Hülfensberg blickend gesagt haben: „Wann wird endlich Frieden schweben über dieser schönen Aue“. Volksetymologisch lassen sich daraus die Namen der benachbarten Orte Wanfried, Frieda, Schwebda und Aue herleiten. Ein Wandbild an einem Haus an der Ortsdurchfahrt von Wanfried-Aue illustriert diese Geschichte.